# The Book of Love (álbum)
The Book Of Love es un álbum de estudio del dúo australiano Air Supply, publicado en 1997. Los sencillos "So Much Love" y "When I Say" ganaron cierta popularidad en Estados Unidos, mientras que "Strong Strong Wind" fue un éxito en Asia.

## Lista de canciones
Todas escritas por Graham Russell, excepto donde se indique.
1. "The Book of Love" - 4:50
2. "Strong, Strong Wind" (Diane Warren) - 4:21
3. "So Much Love" (Russell, Tom Evans) - 4:14
4. "When I Say" - 5:27
5. "We the People" (Russell, Mark Williams) - 3:41
6. "Once" (Jed Moss, Russell) - 4:59
7. "Let's Stay Together Tonight" (Clifford Rehrig, Russell, Noble Williams) - 7:56
8. "Daybreak" - 4:28
9. "Mother Said" - 3:15
10. "Would You Ever Walk Away" - 3:58
11. "All That You Want" (Guy Allison, Russell) - 3:51